# Frigil de Wilkins
El frigil de Wilkins (Nesospiza wilkinsi) és un ocell de la família dels tràupids (Thraupidae).

## Hàbitat i distribució
Habita zones arbustives i matolls de les illes Inaccessible i Nightingale, al grup de les Tristan da Cunha.